# Anthurium maricense
Anthurium maricense là một loài thực vật có hoa trong họ Ráy (Araceae). Loài này được Nadruz & Mayo mô tả khoa học đầu tiên năm 2000.